# Obergericht (Kurhessen)
Das Obergericht war im prinzipiell dreistufigen Justizaufbau des Kurfürstentums Hessen die mittlere Ebene der Rechtsprechung.

## Geschichte

### Gründung
Bis zum Tod des Kurfürsten Wilhelm I. 1821 war im Kurfürstentum Hessen ein gewaltiger Reformstau aufgelaufen, da dieser nach seiner Rückkehr aus dem Exil auf den Thron 1813 viele Reformen rückgängig gemacht und persönlich im 18. Jahrhundert verhaftet geblieben war. Der neue Kurfürst, Wilhelm II., war nicht weniger autokratisch als sein Vater, aber gewillt, den Staat zu modernisieren. Die Staatsverwaltung wurde nach preußischem Muster 1821/1822 reformiert, wobei auch landesweit die Obergerichte einheitlich als mittlere Ebene der Rechtsprechung eingeführt wurden. Dazu wurde ein solches Obergericht in der Hauptstadt jeder der vier Provinzen des Landes (Fulda, Hanau, Kassel und Marburg) eingerichtet und die zuvor mit Revisionen befassten Gerichte aufgehoben.

### Weitere Entwicklung
Mit dem Wiedererstarken der Staatsmacht nach der Revolution von 1848 wurden zahlreiche Reformen rückgängig gemacht und dabei auch gleich noch weitere Änderungen vorgenommen. Mit dem Argument, dass dadurch „eine wesentliche Verminderung des Richterpersonals“ möglich sei, wurde die Zahl der Obergerichte im Kurstaat auf zwei reduziert: Das Obergericht Kassel und das Obergericht Fulda.
Zum 1. Januar 1864 wurde die Reform der Gerichtsverfassung von 1851 teilweise zurückgenommen, der Zustand von 1822 wieder hergestellt und alle Obergerichte – außer dem Obergericht Rotenburg – erneut eingerichtet.

### Ende
Nach dem Krieg von 1866 annektierte das Königreich Preußen das unterlegene Kurfürstentum Hessen. Damit wurde Kurhessen preußisch und erhielt 1867 eine preußische Gerichtsverfassung. Die Obergerichte wurden funktional durch preußische Kreisgerichte ersetzt.

## Übersicht
| Provinz                   | Obergericht                               | Sitz                   | Bestehen                | Anmerkung                    |
| ------------------------- | ----------------------------------------- | ---------------------- | ----------------------- | ---------------------------- |
| Provinz Fulda             | Obergericht für die Provinz Fulda         | Fulda                  | seit 1821               | ab 1851: Obergericht Fulda   |
| Provinz Hanau             | Obergericht für die Provinz Hanau         | Hanau                  | 1821–1851 1864–1867     | ab 1864: Obergericht Hanau   |
| Provinz Oberhessen        | Obergericht für die Provinz Oberhessen    | Marburg                | 1821–1851 1864–1867     | ab 1864: Obergericht Marburg |
| Provinz Niederhessen      | Obergericht für die Provinz Niederhessen  | Kassel                 | seit 1821               | ab 1851: Obergericht Kassel  |
| Hersfeld und Schmalkalden | Obergericht Rotenburg                     | Rotenburg an der Fulda | 1849–1851               |                              |
| Grafschaft Schaumburg     | Obergericht für die Grafschaft Schaumburg | Rinteln                | vor 1821–1851 1864–1867 | ab 1864: Obergericht Rinteln |

## Örtliche und instanzielle Stellung
Den Obergerichten übergeordnet war das Oberappellationsgericht Kassel.
Der Bezirk jedes Obergerichts umfasste eine Reihe von Untergerichten, in der Regel als Justizamt, in einigen größeren Städten aber als Landgericht und in Kassel als „Stadtgericht“ bezeichnet. Außerdem gab es bis 1850 noch standesherrliche und Patrimonialgerichte, die den Obergerichten nachgeordnet waren.

## Sachliche Zuständigkeit
Die Obergerichte waren zuständig in Zivilsachen
- als Berufungsgerichte bei Berufungen gegen Entscheidungen erstinstanzlicher Gerichte[21], nämlich
  - Justizämtern,
  - Landgerichten (bis 1848, dann umgewandelt in Justizämter)
  - dem Stadtgericht Kassel und
  - der Justizkanzlei Meerholz, einem standesherrlichen Gericht zweiter Instanz des Hauses Isenburg, das bis 1829 bestand.[Anm. 2]
- erstinstanzlich[22]
  - bei zivilrechtliche Streitigkeiten mit einem Streitwert von mehr als 50 Talern bis 1864, dann wurde diese Zuständigkeit auf die Untergerichte übertragen[23],
  - in familienrechtliche Streitigkeiten um Verlöbnisse, Trennung von Tisch und Bett, Ehescheidung, Anerkennung von Vaterschaft und Mutterschaft bis 1864, dann wurden diese Zuständigkeiten – außer der Ehescheidung – auf die Untergerichte übertragen[24],
  - in Fällen, in denen eine unheilbare Nichtigkeit dargelegt wird bis 1864, dann wurden diese Zuständigkeiten auf die Untergerichte übertragen[25] und
  - bis 1848[26] bei Klagen gegen schriftsässige Adelige.
- für die Aufsicht über[27] die
  - Konkursabwicklung,
  - die nachgeordneten Gerichte im Bereich der freiwilligen Gerichtsbarkeit, und
  - Vormundschaften des schriftsässigen Adels.[28] Dieser Bereich fiel ab 1849 zunächst in die Zuständigkeit der Untergerichte[29], lebte aber mit der Justizreform von 1864 erneut auf.[30]
- für die Angelegenheiten der freiwilligen Gerichtsbarkeit des kurfürstlichen Hauses, der Standesherren[31] und der Ritterschaft. Dieses Gerichtsstandsprivileg blieb auch noch bei der Justizreform von 1864 erhalten.[32]
- das Hinterlegen von Testamenten.[33] Das konnte ab 1848 auch bei Untergerichten erfolgen.[34]

Die Obergerichte waren zuständig in Strafsachen für die
- Untersuchung und Aburteilung von Verbrechen, die mit einer „peinlichen Strafe“ bedroht waren, und schweren „Amtsvergehen“.[35]
- Aburteilung von Vergehen, die von den Untergerichten untersucht worden waren und die nicht nur mit „Polizei-Strafe“[Anm. 3] belegt waren.[36]
- Berufung gegen erstinstanzliche Urteile.[37]

Anlässlich der Änderungen von 1848 im Gerichtswesen wurde die Zuständigkeit der Obergerichte in der Strafrechtspflege gegenüber den Untergerichten nur geringfügig geändert. Gleiches gilt für die Justizreform von 1864.
Die Obergerichte waren weiter für die jährliche Visitation der Untergerichte zuständig.

## Interne Organisation
Ein Obergericht bestand aus zwei Senaten, je einem für Zivilrecht und einem für Strafrecht und wurde von einem Präsidenten oder Direktor geleitet. Dem Zivilsenat gehörten der Präsident oder Direktor des Gerichts und weitere drei bis sechs Mitgliedern – je nach Größe des Gerichts – an. Der Strafsenat bestand aus einem vorsitzenden Richter und weiteren zwei bis vier Richtern.
Wegen der geringen Größe des durch das Obergericht für die Grafschaft Schaumburg betreuten Bezirks, bestand das Gericht nur aus einem Senat in der Mindestbesetzung.